# Народно-демократична партія Польщі
Народно-демократична партія, польська національна демократія (Demokracja Narodowa, endecja, wszechpolacy) — загальна назва польських організацій національно-демократичного спрямування. Організаційний зав'язок — Ліга Польська (1887), її мета — відродити польську державу. Ініціатор — З.Мілковський (літературний псевдонім — Теодор-Томаш Єж), представник «української школи» в польській літературі, учасник революції 1848—49 в Угорщині і полковник польського повстання 1863—1864. Ліга Польська орієнтувалася на ліберально-демократичну ідеологію. Підтримувала контакти з осередками українського національного руху, зокрема зі «Старою Громадою» і М.Драгомановим, намагаючись створити єдиний білорусько-литовсько-українсько-польський фронт проти царату. Жваві зв'язки з українцями (зокрема з М.Павликом та І.Франком) мала підлегла їй організація «Союз польської молоді „Зет“». Співпрацю з українцями припинено близько 1891.
1893 Ліга Польська трансформувалася в Лігу Народову. 1897 діячі Ліги Народової створили Стронніцтво Народово-Демократичне. 1900 ендеція остаточно перейшла на антиукраїнські позиції і трактувала українців, білорусів та литовців як етнографічні групи єдиної польської нації. Із того часу терміни «ендеція», «вшехполяк» стали синонімами польського шовінізму.
У 1900-х рр. обрано проросійську орієнтацію. Незважаючи на це, ендеки відіграли важливу роль у відродженні польської державності. 1919 створено Союз Людово-Народовий. До травневого 1926 перевороту Ю.-К.Пілсудського входили до складу всіх польських урядів. Становили хребет опозиції Ю.-К.Пілсудському. 1926 Р.Дмовський (чільний ідеолог ендеків) створив Обоз Великої Польщі, 1928 замість ліквідованого Союзу Людово-Народового утворено Стронніцтво Народове. У 1930-х рр. лідери партії пропагували профашистські гасла.